# Ma Jianfei
Dans ce nom chinois, le nom de famille, Ma, précède le nom personnel.
Ma Jianfei (né le 29 juillet 1984 à Chaozhou) est un escrimeur chinois, spécialiste du fleuret.

## Carrière
En 2011, lors des championnats du monde d'escrime à Catane, il est champion du monde par équipes.
Qualifié pour les Jeux olympiques d'été de 2012 à Londres, il est éliminé en quarts de finale en individuel par le Sud-Coréen Choi Byung-chul.

## Palmarès
- Championnats du monde
  -  Médaille d'or par équipes aux championnats du monde 2011 à Catania
  -  Médaille d'argent en individuel aux championnats du monde 2014 à Kazan
  -  Médaille d'argent par équipes aux championnats du monde 2014 à Kazan
  -  Médaille de bronze par équipes aux championnats du monde 2015 à Moscou

- Universiades
  -  Médaille de bronze par équipes à l'Universiade d'été de 2009 à Belgrade

- Championnats d'Asie
  -  Médaille d'or par équipes aux championnats d'Asie 2014 à Suwon
  -  Médaille d'or par équipes aux championnats d'Asie 2015 à Singapour
  -  Médaille d'argent par équipes aux championnats d'Asie 2012 à Wakayama
  -  Médaille d'argent par équipes aux championnats d'Asie 2016 à Wuxi
  -  Médaille d'argent par équipes aux championnats d'Asie 2019 à Tokyo
  -  Médaille de bronze par équipes aux championnats d'Asie 2013 à Shanghai

- Jeux asiatiques
  -  Médaille d'or en individuel aux Jeux asiatiques de 2014 à Incheon
  -  Médaille d'argent par équipes aux Jeux asiatiques de 2014 à Incheon
  -  Médaille de bronze par équipes aux Jeux asiatiques de 2018 à Jakarta